# Playlist (Babyface)
Playlist è il settimo album in studio del cantante e produttore statunitense Babyface, pubblicato nel 2007. Il disco consiste di otto cover e due brani originali.

## Tracce
1. Shower the People (James Taylor) – 4:37
2. Fire and Rain (Taylor) – 4:59
3. Not Going Nowhere (Kenneth "Babyface" Edmonds) – 5:24
4. Time in a Bottle (Jim Croce) – 3:00
5. Wonderful Tonight (Eric Clapton) – 3:42
6. Knockin' on Heaven's Door (Bob Dylan) – 3:23
7. Longer (Dan Fogelberg) – 3:24
8. The Soldier Song (Edmonds) – 4:17
9. Please Come to Boston (Dave Loggins) - 4:18
10. Diary (David Gates) – 3:41